# Aldington Frith
Aldington Frith est un village situé au sud d'Ashford, dans le Kent en Angleterre.